# Get Inside
«Get Inside» — первый сингл американской рок-группы Stone Sour с дебютного одноимённого альбома, вышедшего в 2002 году. Песня была номинирована на премию «Грэмми» в категории «Лучшее метал-исполнение».
Текст и музыка были написаны гитаристом группы Джошем Рэндом в 2000 году, и в дальнейшем песня была доработана совместно с Кори Тейлором.

## Список композиций
| №  | Название     | Длительность |
| -- | ------------ | ------------ |
| 1. | «Get Inside» | 3:13         |
| 2. | «Blotter»    | 3:30         |
| 3. | «Orchids»    | 4:23         |

## Видеоклип
Видеоклип на песню «Get Inside» был снят на одном из ранних концертов Stone Sour, когда ещё в составе был Джоэл Экман (ударные). Кроме выступающей группы в видеоработе мы можем увидеть толпы ликующих фанатов. Клип выполнен в черно-белых тонах. На некоторых источниках[уточнить] запись подвергается цензуре.

## Живое исполнение
Впервые песня была представлена публике в конце 2002 года. Во время первого мирового турне песня открывала концерт, с последующими турами она была закрывающей, либо исполнялась перед последней песней концерта. На некоторых поздних концертах она не исполнялась в связи с ограниченным временем концерта и в угоду нового материала от группы.

## Участники записи
Stone Sour
- Кори Тейлор – вокал
- Джеймс Рут – гитара
- Джош Рэнд – гитара
- Шон Экономаки – бас-гитара
- Джоэл Экман – ударные